# Croes-goch
Pour les articles homonymes, voir Croes.
Croes-goch est un village du Pembrokeshire, au pays de Galles. Il dépend de la communauté de Llanrhian.

## Géographie
Croes-goch est situé sur l'A487 entre Fishguard et St David's. Le village se trouve à environ huit kilomètres au nord-est de St Davids, à la jonction de la route A487 de St Davids à Fishguard avec la B4330 Llanrhian à Haverfordwest. Le village, qui compte environ 400 habitants, se trouve à trois kilomètres au sud du parc national côtier du Pembrokeshire .

## Toponymie
Croes-Coch signifie littéralement croix rouge en gallois.
L'origine du nom est incertaine. L'une des hypothèses est que le nom du village provient d'une bataille qui s'est produite à proximité et qui a abouti à un massacre provoquant l'apparition d'une rivière de sang en forme de croix.
L'autre hypothèse est que le nom du village fait référence au croisement de deux voies et à la couleur de la terre locale.

## Histoire
On trouve de nombreux anciens tumulus dans les environs de Croes-goch et un ancien site d'un moulin à vent. Un ancien péage privé existe toujours et est aujourd'hui utilisé comme maison de vacances. Croes-goch se trouve sur l'une des routes de pèlerinage menant à la cathédrale Saint-David. À proximité, à Mesur-y-Dorth, une pierre taillée indique un lieu où les gens partageaient leur pain avant la dernière étape de leur voyage.
Les vestiges archéologiques les plus anciens découverts dans le village appartiennent à une ciste datée d'environ 500 apr. J.-C., mise au jour lors de travaux de construction.
La chapelle baptiste, située à proximité du centre du village, a été construite en 1858 et a joué un rôle crucial dans la vie du village.
Sur une carte de la dîme de 1842, on ne voit qu'un petit groupe d'environ trois cottages, avec un bâtiment désigné comme chapelle. De même, le recensement de 1841 ne montre qu'un petit groupe de trois maisons.
Au fil des années, le village s'est développé avec des constructions principalement sur les routes de Llanrhian, Abereiddi et Trefeigan.